# Isla El Venado, Nicaragua
Isla del Venado en är drygt 15 kilometer lång och cirka två kilometer bred ö i kommunen Bluefields i västra Nicaragua. Den separerar Bluefieldslagunen och Karibiska havet. Lagunen har utlopp i havet både norr och söder om ön. Öns västra kust utgörs av en lång sandstrand. Ön har endast ett fåtal hus.
I svår dimma kapsejsade en panga (öppen passagerarbåt med utombordsmotor) utanför ön i februari 2006, varvid ett fem månader gammalt spädbarn vid namn Naly Gutiérrez drunknade. Övriga passagerare räddades efter 13 timmar, en del från vattnet medan andra hade lyckats ta sig till stranden av Isla el Venado. Båten var på väg från Punta Gorda till Bluefields, en fem timmar lång resa längs den karibiska kusten.